# Белошапкин, Клавдий Флегонтович
Клавдий Флегонтович Белошапкин (1924—2005) — полковник Советской Армии, участник Великой Отечественной войны, Герой Советского Союза (1943).

## Биография
Клавдий Белошапкин родился 26 декабря 1924 года в селе Корнилово Ужурского района Красноярского края в крестьянской семье. Получил среднее образование. В августе 1942 года был призван на службу в Рабоче-крестьянскую Красную Армию и направлен на учёбу в артиллерийское училище в Томске. После его окончания в 1943 года — на фронтах Великой Отечественной войны. Гвардии младший лейтенант Клавдий Белошапкин к осени 1943 года командовал взводом управления батареи 196-го гвардейского артиллерийского полка 89-й гвардейской стрелковой дивизии 37-й армии Степного фронта. Отличился во время битвы за Днепр.
30 сентября 1943 года Белошапкин форсировал Днепр на рыбацкой лодке в районе села Келеберда Кременчугского района Полтавской области Украинской ССР. Заняв наблюдательный пункт, он корректировал огонь артиллерии полка во время немецких контратак. Близко подобравшись к вражеским подразделениям, он передал по рации координаты расположения 6 пулемётов, 4 миномётов, 2 артиллерийских огневых позиций и вызвал огонь, несмотря на то, что сам находился вблизи от целей. Был ранен, но наблюдательного пункта не покинул. В результате умелой корректировки Белошапкиным советские пехотные части смогли усилить свои позиции и перейти в наступление.
Указом Президиума Верховного Совета СССР от 20 декабря 1943 года за «образцовое выполнение боевых заданий командования и проявленные при этом мужество и героизм» гвардии младший лейтенант Клавдий Белошапкин был удостоен высокого звания Героя Советского Союза с вручением ордена Ленина и медали «Золотая Звезда» за номером 3734.
В 1944 году вступил в ВКП(б). После окончания войны продолжил службу в Советской Армии, окончил высшую офицерскую школу, Военно-артиллерийскую командирскую академию. С 1971 года в звании полковника проходил службу в Ленинграде. С 1990-х годов проживал в Киеве. Умер 25 апреля 2005 года, похоронен на киевском кладбище «Берковцы».
Был также награждён орденами Отечественной войны 1-й степени и «За службу Родине в Вооружённых Силах СССР» 3-й степени, а также рядом медалей.